# Torre de Cerrillos
La torre de Cerrillos es una torre costera o atalaya situada entre los municipios de El Ejido y Roquetas de Mar y en pleno Paraje Natural de Punta Entinas-Sabinar. Catalogada con el número AL-CAS-174.

## Historia
En el siglo XIV Yusuf I fortificó la costa del Reino Nazarí de Granada para protegerla de la piratería; así, bajo la dirección de su visir Abu al-Nuayn Ridwan (mandato que ostentó desde 1329 a 1359), se construyeron una serie de torres a lo largo de la costa del reino, entre las que se encuentran, además de la Torre de Cerrillos, la de los Bajos y la de las Roquetas, también situadas en Roquetas de Mar. La torre original de origen árabe databa del siglo XIV. La actual es una torre alminara edificada a finales del siglo XVI durante el reinado de Felipe II, para proteger la costa de los frecuentes ataques de piratas berberiscos. Fue construida al borde del mar en mampostería aparejada, de escasa capacidad, para dos o tres hombres, lo suficiente para hacer la guardia y dar la alarma. Su ubicación responde a la necesidad de disponer de visibilidad para las hogueras y comunicarse entre las distintas torres por medio de jinetes “atajadores” cada día.
Fue el primer mojón cuando el deslinde tras la separación de Roquetas de Mar del municipio de Felix en el siglo XVIII. Mapas de entonces y actas capitulares del siglo XIX la sitúan dentro del nuevo municipio de Roquetas, por otra parte también se le sitúa dentro del término municipal de El Ejido en otros tantos documentos, aún no está muy bien definido a qué término pertenece, pero actualmente se considera que está situado entre los municipios de El Ejido y Roquetas de mar.

## Protección legal
Está catalogada como Bien de Interés Cultural desde el 22 de junio de 1993 con la categoría de Monumento con el código RI-51-0007478.
Se encuentra bajo la protección de la Declaración genérica del Decreto de 22 de abril de 1949 y la Ley 16/1985 de 25 de junio (BOE número 155 de 29 de junio de 1985) sobre el Patrimonio Histórico Español. La Junta de Andalucía otorgó un reconocimiento especial a los castillos de la Comunidad Autónoma de Andalucía en 1993.
De libre acceso, su estado es de ruina progresiva y abandono por parte de las administraciones públicas, como han puesto de manifiesto diversas asociaciones y partidos políticos, necesitando una actuación urgente para garantizar su estabilidad y evitar el riesgo de desprendimientos de elementos de la torre.